# هند بنت تركي السديري
هند بنت تركي السديري باحثة ومترجمة وأكاديمية سعودية، وهي ابنة الإعلامي تركي السديري رئيس تحرير صحيفة الرياض السابق. صدرت لها مجموعة من المؤلفات منها: كتاب «كان هنا»، وكتاب «كائن الفرح والشعر». كما ترجمت العديد من المؤلفات من بينها كتاب «التاريخ: الاستفادة منه أم استباحته» لمارجريت ماكميلان. وهي حاصلة على جائزة الأميرة نورة للتميز النسائي عام 2025م.

## التعليم
- حاصلة على الدكتوراه في الأدب الإنجليزي من جامعة الملك سعود عام 2003م.[8]

## العمل
- أستاذة الأدب الإنجليزي في جامعة الأميرة نورة بنت عبد الرحمن، ووكيل عمادة القبول والتسجيل في جامعة الفيصل.[9]

## المؤلفات
| الإصدار                                                                | التاريخ | المصدر                  |
| ---------------------------------------------------------------------- | ------- | ----------------------- |
| اكتشاف المستقبل العالمي وصياغته (ترجمة)                                | 2008م   | تأليف: باري هجز         |
| الأدب العربي الحديث (ترجمة)                                            | 2013م   | تأليف: بول ستاركي       |
| التاريخ: الاستفادة منه أم استباحته (ترجمة)                             | 2015م   | تأليف: مارجريت ماكميلان |
| دور وسائل التواصل الاجتماعي في تمكين المرأة السعودية من التعبير        | 2020م   | صدر باللغة الإنجليزية   |
| أوراق من حقيبة صحفي                                                    | 2021م   | [ 14 ] [ 15 ]           |
| كان هنا                                                                | 2022م   | [ 16 ]                  |
| المرأة السعوية والتطرف                                                 | 2022م   | [ 17 ]                  |
| كائن الفرح والشعر                                                      | 2023م   | [ 4 ] [ 6 ]             |
| الحكايات الشعبية السعودية: مجموعة حكايات شعبية مختارة من مناطق المملكة | 2024م   | [ 18 ]                  |

## الجوائز
- جائزة الأميرة نورة بنت عبد الرحمن للتميُّز النسائي في دورتها السابعة (مجال الدراسات الإنسانية) عام 2025م،[7] وذلك عن كتابها «الحكايات الشعبية السعودية».[19]